# Kotoit
Kotoit ist ein selten vorkommendes Mineral aus der Mineralklasse der „Borate“ (ehemals Carbonate, Nitrate und Borate) mit der chemischen Zusammensetzung Mg3[BO3]2. Es ist damit chemisch gesehen ein Magnesium-Borat, das strukturell zu den Inselboraten zählt.
Kotoit kristallisiert im orthorhombischen Kristallsystem, konnte jedoch bisher nur in Form körniger bis massiger Mineral-Aggregate gefunden werden. Er ist farblos und durchsichtig, kann jedoch aufgrund vielfacher Lichtbrechung durch polykristalline Ausbildung auch weiß erscheinen.

## Etymologie und Geschichte
Erstmals entdeckt wurde Kotoit in der zum Landkreis Suan-gun gehörenden Gold-Kupfer-Wismut-Grube „Hol Kol“ in der nordkoreanischen Provinz Hwanghae-pukto und beschrieben 1939 von Takeo Watanabe, der das Mineral nach Bundjirô Kotô (1856–1935) benannte, der als Geologe und Petrograph an der Universität von Tokyo wirkte und die Erzlagerstätten von Hol Kol in Nordkorea studierte.
Die nötigen Arbeiten zur Analyse und Beschreibung des Minerals führte Watanabe im mineralogisch-petrographischen Institut der Universität von Berlin durch, tatkräftig unterstützt durch den bekannten Mineralogen und damaligen Direktor Paul Ramdohr.

## Klassifikation
In der veralteten 8. Auflage der Mineralsystematik nach Strunz gehörte der Kotoit zur Mineralklasse der „Borate“ und dort zur Abteilung „Inselborate (Nesoborate)“, wo er gemeinsam mit Borcarit und Jimboit in der „Kotoit-Reihe“ mit der Systemnummer Vc/A.01b steht.
In der zuletzt 2018 überarbeiteten Lapis-Systematik nach Stefan Weiß, die formal auf der alten Systematik von Karl Hugo Strunz in der 8. Auflage basiert, erhielt das Mineral die System- und Mineralnummer V/G.01-010. Dies entspricht der Klasse der „Nitrate, Carbonate und Borate“ und dort der Abteilung „Inselborate“, wo Kotoit zusammen mit Jimboit und Takedait eine unbenannte Gruppe mit der Systemnummer V/G.01 bildet.
Die von der International Mineralogical Association (IMA) zuletzt 2009 aktualisierte 9. Auflage der Strunz’schen Mineralsystematik ordnet den Kotoit in die Klasse der „Borate“ und dort in die Abteilung „Monoborate“ ein. Hier ist das Mineral in der Unterabteilung „BO3 ohne zusätzliche Anionen; 1(Δ)“ zu finden, wo es zusammen mit Jimboit die „Kotoitgruppe“ mit der Systemnummer 6.AA.35 bildet.
In der vorwiegend im englischen Sprachraum gebräuchlichen Systematik der Minerale nach Dana hat Kotoit die System- und Mineralnummer 24.03.02.01. Das entspricht der Klasse der „Carbonate, Nitrate und Borate“ und dort der Abteilung „Wasserfreie Borate“. Hier findet er sich innerhalb der Unterabteilung „Wasserfreie Borate mit (A)m(B)n[XO3]p“ in einer unbenannten Gruppe mit der Systemnummer 24.03.02, in der auch Jimboit eingeordnet ist.

## Kristallstruktur
Kotoit kristallisiert orthorhombisch in der Raumgruppe Pnmn (Raumgruppen-Nr. 58, Stellung 5) mit den Gitterparametern a = 5,40 Å; b = 8,42 Å; und c = 4,50 Å sowie 2 Formeleinheiten pro Elementarzelle.

## Bildung und Fundorte
Kotoit bildet sich primär oder sekundär als Nebenbestandteil durch Kontaktmetasomatose (Gesteinsumwandlung durch Materialverdrängung) in magnesiumreichen Skarn-Borat-Lagerstätten und in metamorphosiertem dolomitischem Marmor. Als Begleitminerale treten unter anderem Fluoborit, Forsterit, Klinohumit, Ludwigit, Spinell, Suanit, Szaibélyit und Warwickit auf.
Als seltene Mineralbildung konnte Kotoit nur an wenigen Fundorten nachgewiesen werden, wobei bisher (Stand: 2013) knapp 20 Fundorte als bekannt gelten. An seiner Typlokalität, der Gold-Kupfer-Wismut-Grube „Hol Kol“ und bisher einzigem bekannten Fundort in Nordkorea, trat das Mineral allerdings in großer Menge (zur Zeit der Entdeckung geschätzte über 1000 Tonnen) in den nördlichen, östlichen und westlichen Erzkörpern zutage.
Weitere bekannte Fundorte sind unter anderem Lianping und Changning in China, Miyako (Iwate) auf der japanischen Insel Honshū, Băița (Bihor) in Rumänien, die „Titovskoe“-Lagerstätte in der Tas-Khayakhtakh-Gebirgskette der ostsibirischen Republik Sacha (Jakutien) und der Jumbo Mountain bei Darrington (Snohomish County) im US-Bundesstaat Washington.